# ادوین سامنر
ادوین ووس سامنر (انگلیسی: Edwin Vose Sumner) (۳۰ ژانویه سال ۱۷۹۷ – ۲۱ مارس ۱۸۶۳) یکی از فرماندهان ارتش ایالات متحده و ارتش اتحادیه در طول جنگ داخلی آمریکا بوده‌است. وی مسن‌ترین فرماندهی است که در طول جنگ داخلی آمریکا شرکت کرده بود. لقب وی کله گاوی بود، که دلیل آن صدای خشن وی و همچنین گلوله تفنگی که پیش از این به سرش اصابت کرده بود، می‌باشد   .

## فعالیت نظامی
سامنر در آغاز دوران نظامی‌گری خود در جنگ شاهین سیاه حضور یافت. او در جنگ آمریکا و مکزیک در مرزهای غربی و سپس با آغاز جنگ داخلی آمریکا در جبهه شرقی شرکت کرد. سامنر فرمانده لشکر دوم ارتش پوتوماک بود که در عملیات شبه جزیره، نبرد هفت روزه و اردوکشی میرلند شرکت داشت.
او همچنین فرماندهی بخش بزرگی از ارتش اتحادیه را در نبرد فردریکزبرگ بر عهده داشت.

## مرگ
سامنر در بحبوحه جنگ داخلی در حالیکه تب داشت، برای استراحت به خانه دخترش در سیراکیوس، نیویورک رفت و در ۲۱ مارس ۱۸۶۳ در آنجا درگذشت و در قبرستان اوکوود به‌خاک سپرده شد.